# پل شپرد
پل شپرد (انگلیسی: Paul Shepard؛ ۱۲ ژوئن ۱۹۲۵ – ژوئیه ۲۷, ۱۹۹۶ (سن ۷۱)) مؤلف، استاد دانشگاه اهل ایالات متحده آمریکا بود.
وی همچنین برندهٔ جوایزی همچون کمک‌هزینه گوگنهایم شده‌است.